# Моріс-Рівер Тауншип (Нью-Джерсі)
Моріс-Рівер Тауншип (англ. Maurice River Township) — селище (англ. township) в США, в окрузі Камберленд штату Нью-Джерсі. Населення — 6218 осіб (2020).

## Демографія
Згідно з переписом 2010 року, у селищі мешкало 7976 осіб у 1364 домогосподарствах у складі 970 родин. Було 1506 помешкань
Расовий склад населення:
| - 58,0 % — білих - 36,0 % — чорних або афроамериканців - 0,4 % — корінних американців - 0,4 % — азіатів - 3,4 % — осіб інших рас |

До двох чи більше рас належало 1,7 %. Частка іспаномовних становила 11,5 % від усіх жителів.
За віковим діапазоном населення розподілялося таким чином: 9,5 % — особи молодші 18 років, 83,5 % — особи у віці 18—64 років, 7,0 % — особи у віці 65 років та старші. Медіана віку мешканця становила 38,1 року. На 100 осіб жіночої статі у селищі припадало 343,1 чоловіків;  на 100 жінок у віці від 18 років та старших — 415,1 чоловіків також старших 18 років.
Середній дохід на одне домашнє господарство  становив 68 748 доларів США (медіана — 63 333), а середній дохід на одну сім'ю — 79 167 доларів (медіана — 71 901). Медіана доходів становила 31 408 доларів для чоловіків та 40 451 долар для жінок. За межею бідності перебувало 5,5 % осіб, у тому числі 6,0 % дітей у віці до 18 років та 0,0 % осіб у віці 65 років та старших.
Цивільне працевлаштоване населення становило 1448 осіб. Основні галузі зайнятості: роздрібна торгівля — 18,5 %, освіта, охорона здоров'я та соціальна допомога — 18,2 %, виробництво — 12,1 %, публічна адміністрація — 11,2 %.